# Igor Kavalera
Igor Gracijano Kavalera (port. Igor Graziano Cavalera; Belo Horizonte, 4. septembar 1970) je 
brazilski muzičar, najpoznatiji kao saosnivač i bivši bubnjar treš metal benda Sepultura. Mlađi je brat Maksa Kavalere, s kojim trenutno svira u bendu Kavalera Konspirasi.

## Biografija
Sa bratom Maksom je 1984. osnovao bend Sepultura, s kojim je, dok je bio član do 2006, snimio ukupno deset studijskih albuma. Nakon toga ponovo sa bratom osniva novi bend, Kavalera Konspirasi. Kavalera je takođe i DJ, te je sa svojom ženom Laimom Lejton član DJ dua Mikshel.

## Diskografija
Sa Sepulturom
- (1986)
- (1987)
- (1989)
- (1991)
- (1993)
- (1996)
- (1998)
- (2001)
- (2003)
- (2006)

Sa Kavalera Konspirasijem
- - 2008.
- - 2011.
- - 2014.